# Francisco de Quevedo

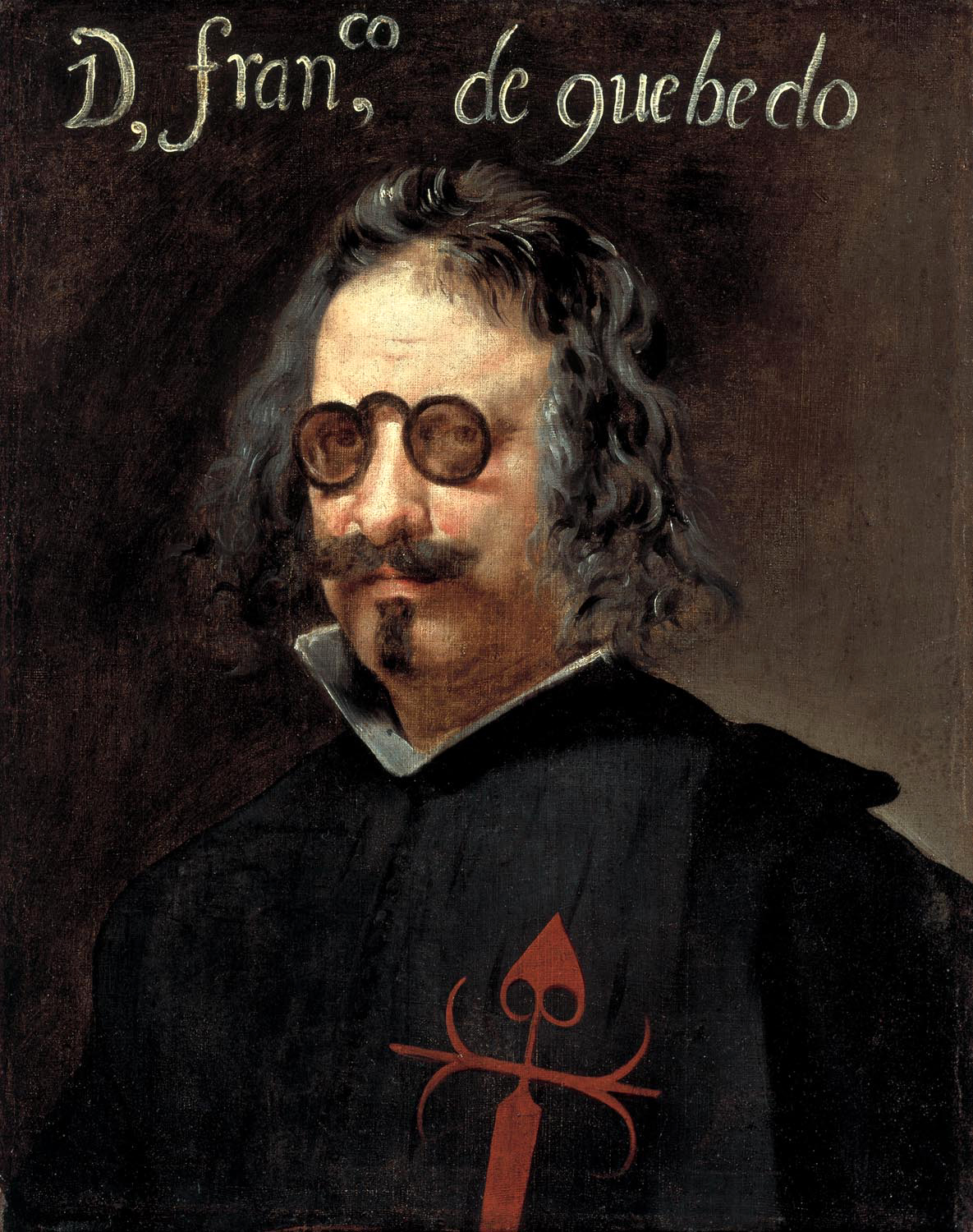
Diego Velázquez: Porträtt av don Francisco de Quevedo.

Francisco de Quevedo, eg. Francisco Gómez de Quevedo y Villegas, född 14 september 1580 i Madrid, död 8 september 1645 i Villanueva de los Infantes, var en spansk författare. Jämte sin stora rival Luis de Góngora var han en av den spanska barockepokens främsta författare. Han är kanske mest känd för sin pikareskroman Historia de la vida del Buscón (1626), som på svenska fått titeln Pablos från Segovia, men även för sina drygt åttahundra efterlämnade dikter, postumt publicerade 1648 och 1670. 

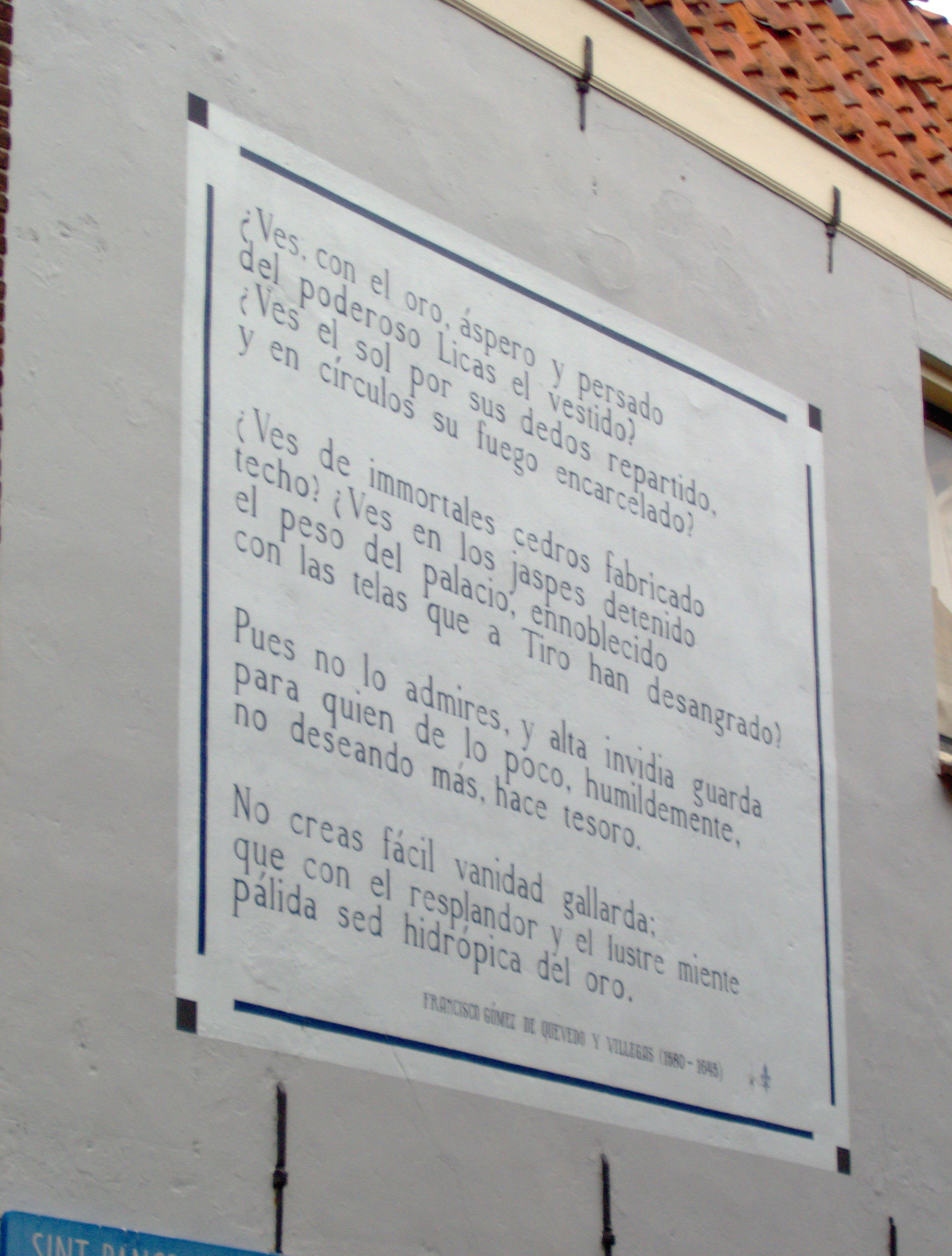
Quevedos sonett ¿Ves, con el oro (XXI) (Du ser, med guld) som väggdikt på Sint Pancrassteeg 2A i den holländska staden Leiden.

| ”                    | Det är trehundra år sedan Quevedo kroppsligen dog, men han är fortfarande den spanskspråkiga litteraturens förnämste konstnär. Jämte Joyce, Goethe, Shakespeare och Dante är Quevedo mer än någon annan författare en omfångsrik och komplex litteratur snarare än en människa. | „ |
| – Jorge Luis Borges. | |   |

## Verk

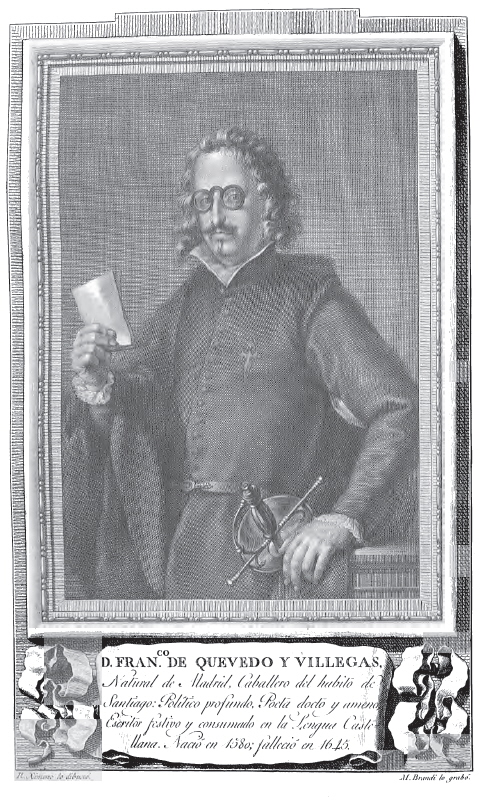
Francisco de Quevedo y Villegas (Retratos de Españoles Ilustres, 1791)

### Svenska
- Lazarillo de Tormes [3] och Pablos de Segovia: två skälmromaner, översatta från spanskan och försedda med en inledning av Erik Kihlman (1923)
- Pablos från Segovia I-II (anonym översättning, Niloé, 1961-1962)

### Engelska
- The dog & the fever: A perambulatory novella by Don Francisco de Quevedo who published under the name of Pedro Espinosa. I översättning av William Carlos Williams och Raquel Hélène Williams (Hamden, 1954)

### Fotnoter
1. ↑  Jorge Luis Borges: "Quevedo", Otras inquisiciones (1952).
2. ↑  Uppgifter kring väggdikten ¿Ves, con el oro i Leiden. Arkiverad 13 december 2011 hämtat från the Wayback Machine. muurgedichten.nl
3. ↑  Världens första pikareskroman skriven av en anonym författare.